# 砥堀村
砥堀村（とほりむら）は、兵庫県神崎郡にあった村。現在の姫路市大字仁豊野・砥堀にあたる。

## 地理
- 山岳：増位山
- 河川：市川

## 歴史
- 1889年（明治22年）4月1日 - 町村制の施行により、神東郡仁豊野村・砥堀村の区域をもって発足。
- 1896年（明治29年）4月1日 - 所属郡が神崎郡に変更。
- 1933年（昭和8年）4月1日 - 姫路市に編入。同日砥堀村廃止。

## 交通

### 鉄道路線
- 鉄道省
  - 播但線
    - 仁豊野駅

現在は旧村域に砥堀駅が所在するが、当時は未開業。

### 道路
現在は旧村域に播但連絡道路の砥堀ランプが所在するが、当時は未開通。